# Сокыр
Сокыр — река в бассейне Нуры.

## Название
Слово сокыр означает слепой. Названа в честь Жалантос-батыра Кулыкулы, у которого прозвищем было Сокыр из-за потери одного глаза в битве.

## Географическое положение
Протекает по территории Букар жырауского района Карагандинской области. Его длина составляет 102 км. Площадь водосбора составляет 3220 км².

## Исток и устье
Начинается из ущелья на северо-востоке села Кумискудык и впадает в Шерубайнуру у подножия горы Керегетас.

## Гидрология
Правый берег реки имеет невысокие холмы, а левый берег представляет собой равнину. Ширина долины 2-5 км в верхней части, 5-8 км у устья. Канал 30-40, 50-60 м. Он наполнен дождевой водой . Среднегодовой расход воды у села Курылыс составляет 0,70 м³/с. Вода используется для орошения скота и земли. В Сокыр впадают реки Букпа, Ащилайрик, Караганда (Карагандинка). Нижний лиман превращается в чёрную воду, шельф и пересыхает. В начале ноября замерзает, а в начале апреля идет снег. В камышах гнездятся кулики, утки и поганки, а по берегам живут ондатры и крачки. Рыба: щука, щука, окунь, лещ, сазан . Не подходит для питьевой воды. Используется для поения скота. С южной стороны станции Большой Михайловка построены железнодорожный и автомобильный мосты.